# Micrixalus

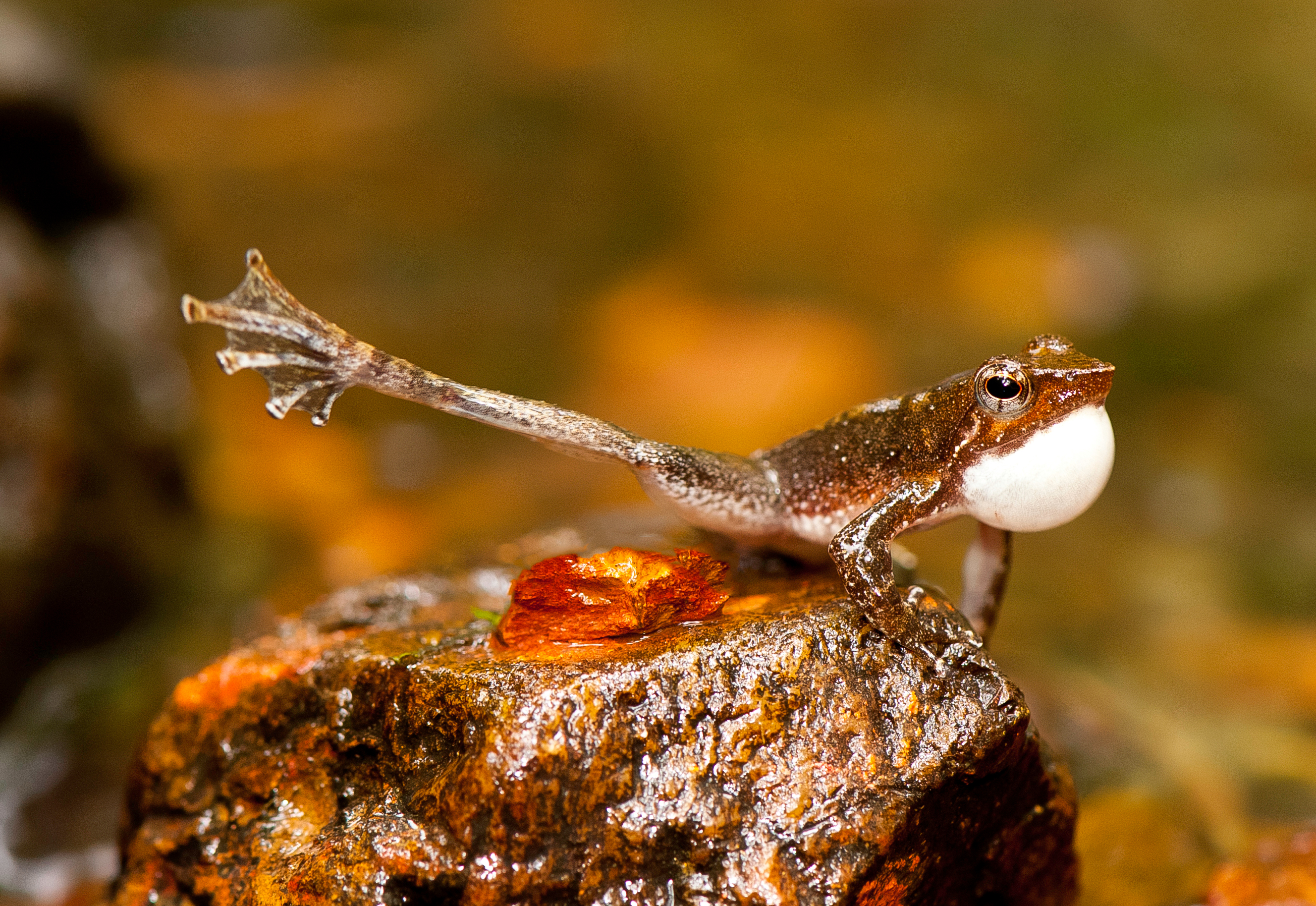
Een mannetje van een onbekende Micrixalus- soort vertoont het typische baltsgedrag.

Micrixalus is een geslacht van kikkers (Anura) uit de familie Micrixalidae. De groep werd voor het eerst wetenschappelijk beschreven door George Albert Boulenger in 1888. Er zijn 24 soorten, waarvan er 14 pas sinds 2014 bekend zijn. Vroeger was het soortenaantal hoger maar verschillende soorten worden niet meer erkend, een voorbeeld is Micrixalus narainensis.
Alle soorten zijn bosbewoners die op de bodem leven. De kikkers leven in delen van Azië en komen endemisch voor in India.
De mannetjes gebruiken niet alleen hun kwaakblaas om een vrouwtje aan te trekken. Omdat ze in de buurt van snelstromende beken leven wordt het gekwaak overstemd door omgevingsgeluid. Ze zwaaien daarom met de grote achterpoten om de aandacht van de vrouwtjes te krijgen. Voor zover bekend zijn het de enige kikkers die met visuele signalen een partner lokken. In de Engelse taal worden de dieren hierdoor wel 'dansende kikkers' (dancing frogs) genoemd. Als een ander mannetje in de buurt komt, worden de achterpoten gebruikt om de concurrent letterlijk het territorium uit te trappen. 

## Taxonomie
Familie Micrixalidae
- Geslacht Micrixalus
  - Soort Micrixalus adonis
  - Soort Micrixalus candidus
  - Soort Micrixalus elegans
  - Soort Micrixalus frigidus
  - Soort Micrixalus fuscus
  - Soort Micrixalus gadgili
  - Soort Micrixalus herrei
  - Soort Micrixalus kodayari
  - Soort Micrixalus kottigeharensis
  - Soort Micrixalus kurichiyari
  - Soort Micrixalus mallani
  - Soort Micrixalus nelliyampathi
  - Soort Micrixalus nigraventris
  - Soort Micrixalus niluvasei
  - Soort Micrixalus nudis
  - Soort Micrixalus phyllophilus
  - Soort Micrixalus sairandhri
  - Soort Micrixalus sali
  - Soort Micrixalus saxicola
  - Soort Micrixalus silvaticus
  - Soort Micrixalus specca
  - Soort Micrixalus spelunca
  - Soort Micrixalus thampii
  - Soort Micrixalus uttaraghati